# Dogodilo se jedne noći
Dogodilo se jedne noći (eng. It Happened One Night) je američka romantična komedija iz 1934. koju je režirao Frank Capra. Radnja se odvija oko putovanja razmažene bogatašice (Claudette Colbert) i novinara (Clark Gable) koji se isprva svađaju, no na kraju zaljube. Po mnogim kritičarima, to je jedan od najboljih fimova kinematografije koji je postavio nove standarde za podžanr komedije "screwball".
Film se nalazi na listi 250 najboljih filmova kinematografije na siteu IMDb.com, AFI institut ga je stavio na 8. mjesto na listi "100 godina...100 smijeha", te na 35. mjesto na listi "100 Najboljih filmova". Također se od 1993. nalazi i na popisu filmova uključenih u National Film Registry.

## Filmska ekipa
- Frank Capra, redatelj

- Clark Gable kao Peter Warne
- Claudette Colbert kao Ellie Andrews
- Walter Connolly kao Ellijin otac
- Jameson Thomas kao King Westley

## Radnja
Bogata i razmažena Ellie Andrews se posvađala sa svojim ocem otkada je on saznao da se tajno udala za ženskara Kinga Westleya. Nakon velike svađe između njih dvoje na jahti, Ellie se naljuti te pobjegne s broda skočivši u more. U Floridi kupi kartu za autobus za New York kako bi se tamo tajno sastala s Westleyem. U autobusu sretne novinara Petera koji je upravo izgubio posao i također krenuo prema New Yorku. No on kupi najnovije novine i prepozna ju sa slike. Pošto je ona zakasnila na autobus i nema dovoljno novca za novu kartu, on joj predloži da će joj pomoći u bijegu od oca do New Yorka ako mu zauzvrat da ekskluzivnu priču za članak u novinama, na što ona pristane. 
Na putu odsjednu u hotelu, napuste autobus jer je Ellie prepoznao jedan od putnika te nastave put pješice. Odspavaju na jednoj farmi te stopiranjem naiđu na vozača auta koji ih poveze. 
Samo par kilometara od New Yorka, Ellie i Peter se opet smjeste u jednom motelu. Te noći Ellie prizna Peteru da se zaljubila u njega, no on joj samo kaže da ide spavati. Ipak, tada mu sine da se i on zaljubio pa odluči na brzinu otići u New York, nabaviti novac, predati priču novinama i brzo se vratiti u motel prije nego što se Ellie probudi. No kada krene s autom, vlasnik motela zaključi da ovaj želi pobječi jer ne može platiti noćenje pa probudi Ellie. Ona zaključi da ju je Peter ostavio pa nazove oca da ju pokupi. Upravo tada, ujutro, se vrati Peter i primijeti Ellie u limunzini kako odlazi bez da mu je rekla i riječ. Zbog tog nesporazuma, on zaključi da mu je samo lagala kada je rekla da ga voli. Ellie se vrati natrag u svoj dom i spremi udati za Westleya, no otac joj kaže da je upoznao Petera i da je njihova svađa rezultat samo jednog nesporazuma. Ellie se počne dvoumiti, te napusti vjenčanje i vrati se Peteru.

## Nagrade
- Osvojena 5 Oscara ( najbolji film, režija, scenarij, glavni glumac Clark Gable, glavna glumica Claudette Colbert ).
- Nominacija na Venecijanskom filmskom festivalu ( najbolji film ).

## Zanimljivosti
- Myrna Loy je odbila ulogu u filmu.
- Robert Montgomery je s gnušanjem odbio scenarij.
- Scena u kojoj Clark Gable jede mrkvu te njegovo spominjanje izmišljenog lika "Bugs Dooley" je inspiriralo Fritza Frelenga da izmisli crtani lik Zekoslav Mrkva.
- Clark Gable je u sceni u kojoj se skida ispred Claudette Colbert već unaprijed odstranio potkošulju kako bi ubrzao ritam u kontekstu svojih monologa. Nakon distribucije filma, prodaja potkošulja je pala diljem SAD-a.
- Clark Gable je morao prihvatiti ulogu kao kaznu od svojeg studija iako nije bio oduševljen scenarijem, a Claudette Colbert je često izjavila da je ovo najgori film koji je snimila. Gable je promijenio mišljenje nakon što je vidio gotov film, dok je Colbert i dalje izjavljivala da joj se ne sviđa. Kada je "Dogodilo se jedne noći" osvojilo 5 Oscara, od toga koji je jedan priprao i njoj za glavnu ulogu, samo je rekla: "Hvala, gospodine Capra".[4]

## Kritike
Kritika hvali film "Dogodilo se jedne noći" kao jedan od najboljih filmova svih vremena u kojem je redatelj Frank Capra spojio svoj humani dodir s duhovitom pričom i piskavim likovima, tako da danas gotovo i nema kritičara koji bi mu napisao negativnu recenziju, osim rijetkih, kao što je John Esther. Tako je Scott Nash hvalio film: "Film sadrži jednu smiješnu scenu za drugom, mnoge od njih koje su kinematografijski dragulji...Clark Gable, koji je bio jedan od najslavnijih, ako ne i najslavnija muška zvijezda 1930-ih, je danas ostao zapamćen samo po jedino dvije uloge. Ove i one Rhetta Butlera. Tko god je ikada sumnjao u njegove glumačke sposobnosti bi trebao gledati ovaj film i "Zameo ih vjetar". Njegov razmjer je fenomenalan kada se ova dva filma gledaju jedan za drugim. Kao piskavi Peter Warne, njegova bistrina i šarmanti osmijeh čine ga savršenim romantičnim protagonistom...Claudette Colbert, iako danas nije toliko znana kao Gable, je savršena kao razmaženo derište; Ellen Andrews. Njena razigrana nevinost su savršena protuteža Gabelovom brbljavom novinaru. Ona mu je ravna rečenicom za rečenicom te zajedno stvaraju jednu od najboljih kemija ikada viđenih na platnu. Smiješten na 35. mjestu na listi najboljih filmova svih vremena po "American Film Institute", "Dogodilo se jedne noći" je istinski klasik u pravom smislu riječi, jedan koji izdržava prolaz vremena te ga uisitnu potpuno izbjegava".
Kritičar Jeffrey M. Anderson je u svojoj recenziji filma napisao da je "još uvijek onoliko dobar koliko svi tvrde da je", a Phil Villarreal je zaključio : "Kada se izreknu riječi "romansa" i "Clark Gable" u jednoj rečenici, odmah svi pomisle na film "Zameo ih vjetar". No postoji još jedan Gableov film koji je jednako romantičan, u kojem je glumačka ikona jednako karizmatična, te u kojem ima piskavije dijaloge. Film je "Dogodilo se jedne noći", romntična komedija kojoj sve druge nešto duguju, nekolicina ju uspješno imitira a nijedna do sada nije uspjela nadvisiti. Glavna priča - žena i muškarac se svađaju ali se zaljube nakon dugog puta - je postala klišej, no sedam desetljeća nakon što je snimljen film još uvijek osvaja svojom svježinom i uzvišenosti od kojih većina modernih replikanata djeluju blijedo u usporedbi...Ovo je kriška kinematografijskog neba odvojenog od vremena".

## Vanjske poveznice
- Dogodilo se jedne noći u internetskoj bazi filmova IMDb-a
- Rottentomateos.com
- Filmsite.org
- Frank Capra i "Dogodilo se jedne noći"  Arhivirana inačica izvorne stranice od 20. kolovoza 2006. (Wayback Machine)